# Josef Liška
Josef Liška (1928 Bzí – 1963 Litoměřice) byl český architekt.

## Život
Narodil se v obci Bzí, odkud v roce 1943 postoupil na studium stavitelství Zemské průmyslové školy v Železném Brodě. Po maturitě odešel do Prahy na České vysoké učení technické studovat architekturu a pozemní stavitelství. Na fakultě setrval jako asistent až do roku 1954. Ve stejném roce získal místo ve Státním projektovém ústavu Ústí nad Labem, kde se stal po reorganizaci v roce 1958 vedoucím krajského oddělení. V roce 1965 získal čestné uznání in memoriam za zásluhy při řešení přestavby krajského města. Jeho invence byla ojedinělá díky úpravám v antickém stylu. Pokusil se o spojení typového panelového domu a luxusní vilové architektury. Na okraji města Ústí nad Labem v letech 1956–57 svůj záměr realizoval při výstavbě bytového domu čp. 230. Ve stylu socialistického realismu tzv. sorely navrhl pět bytových domů na předměstí. V centru bytový komplex v Hrnčířské ulici (1963), ABC domy (1964), Krajské ředitelství policie na Lidickém náměstí (1963). Dále spolupracoval na územním plánu Litvínovské aglomerace a směrném plánu Chomutova.

## Galerie

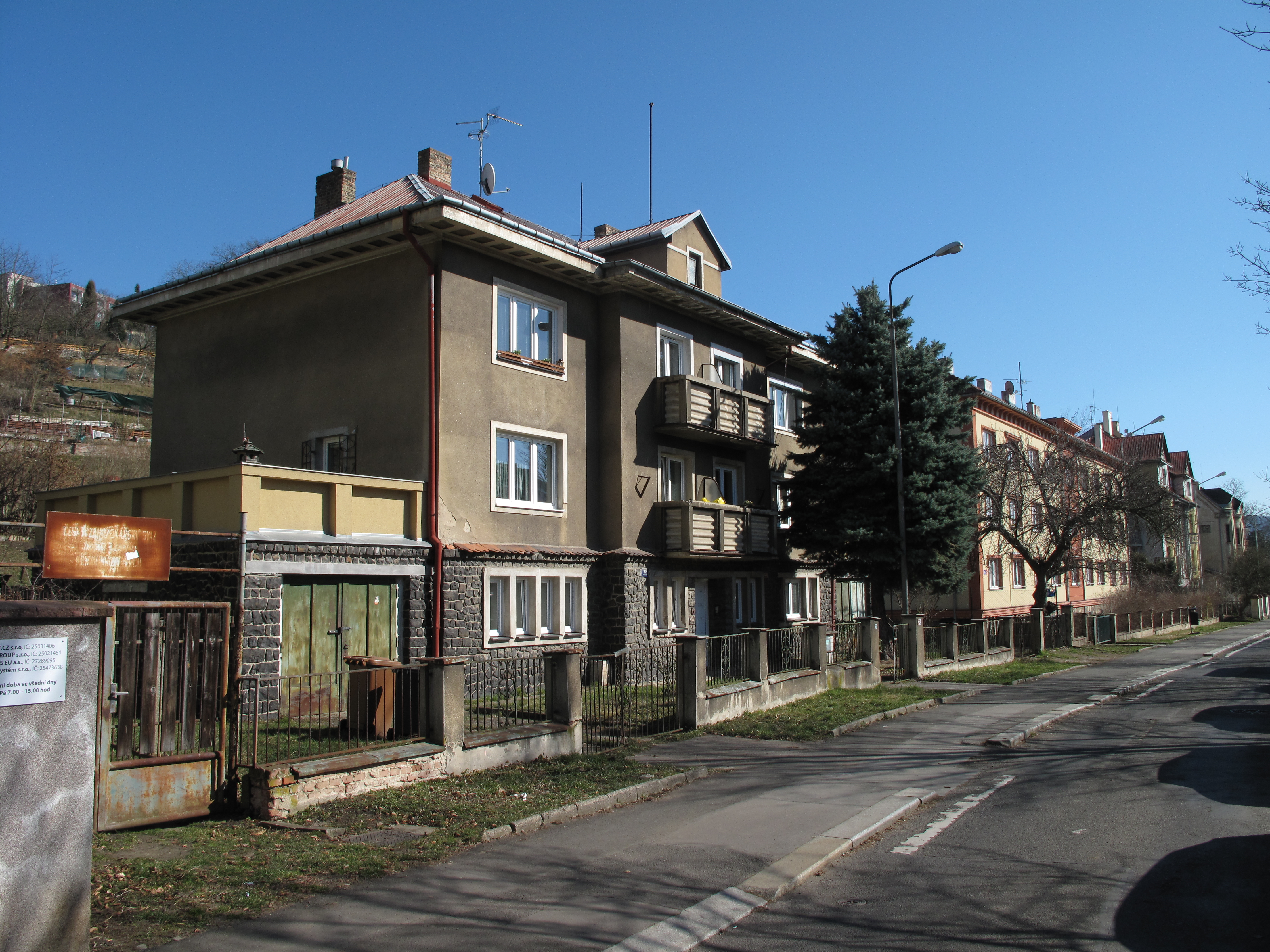
Liškovo rané dílo, Masarykova 162, Ústí nad Labem
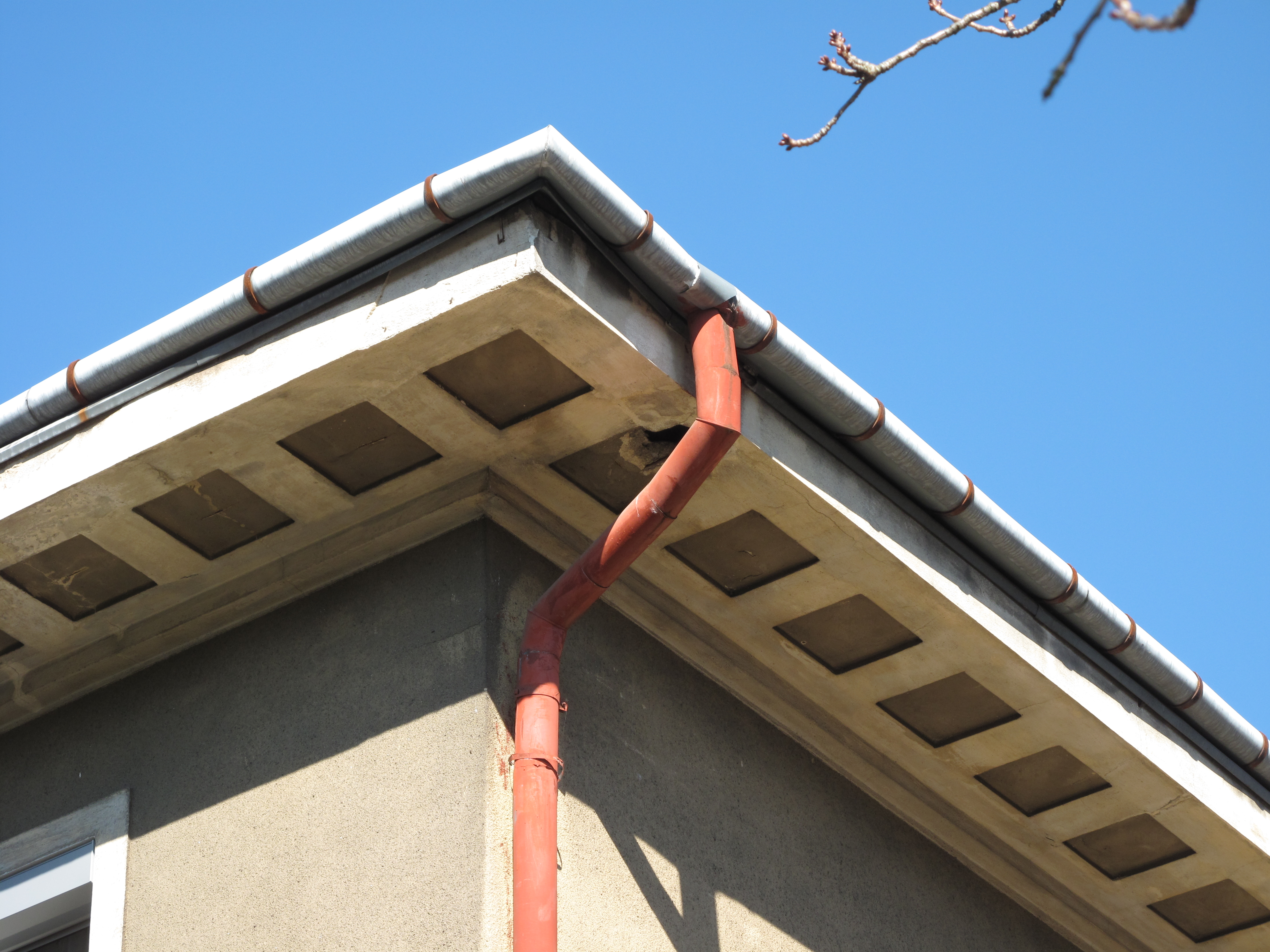
Spodek římsy vily v Masarykově
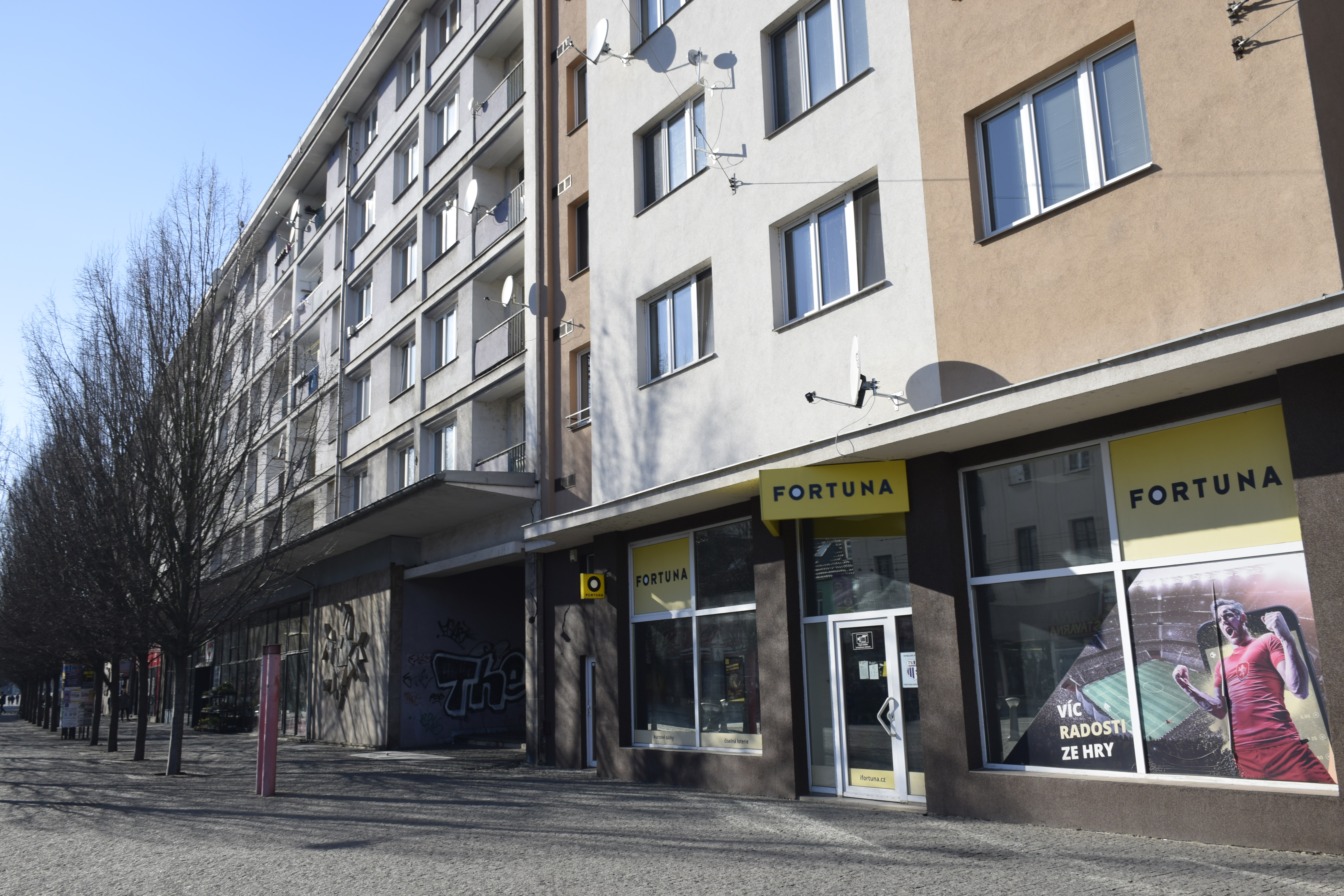
Bytový komplex Hrnčířská (vlevo)
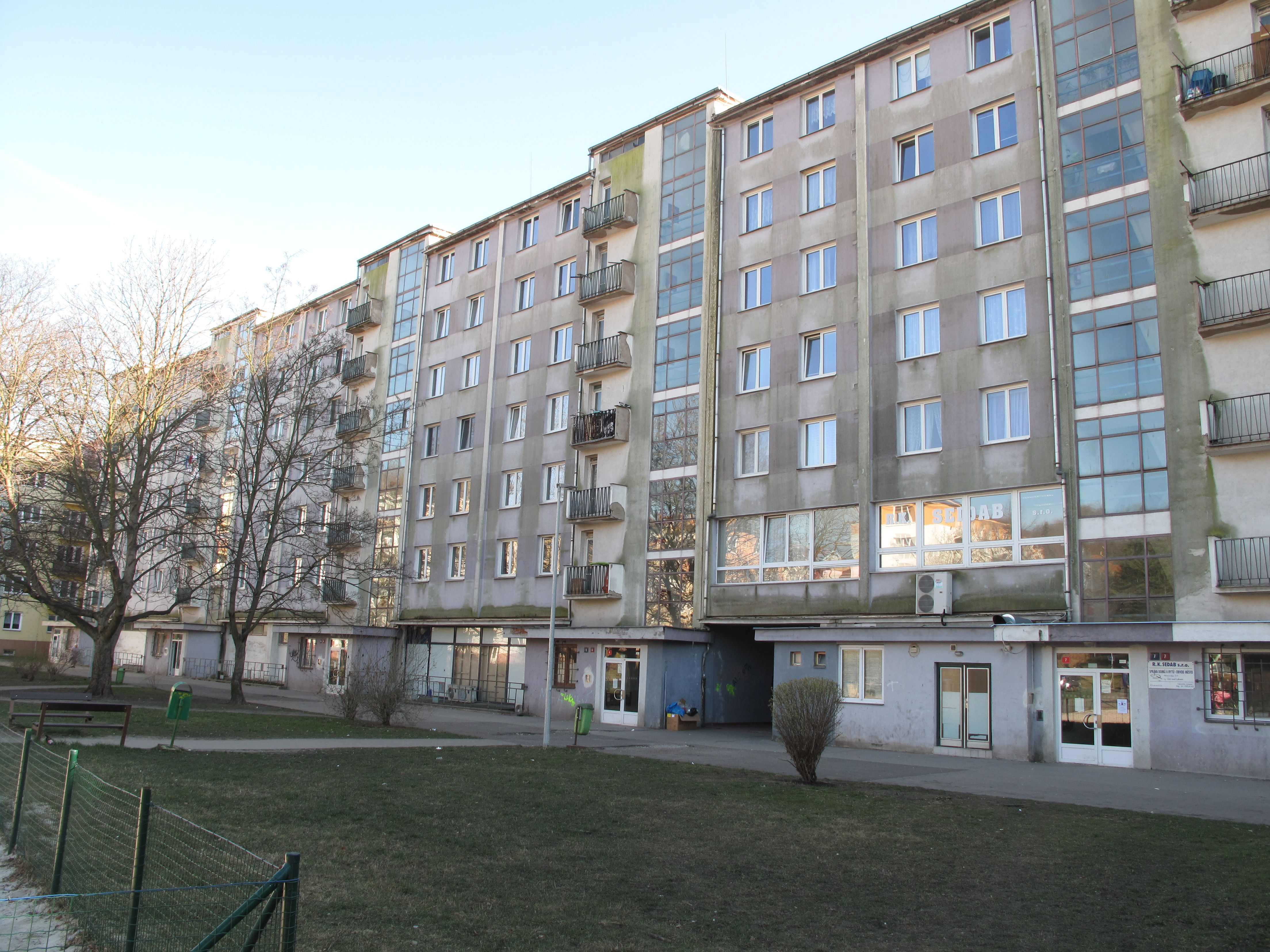
Hrnčířská, zadní pohled
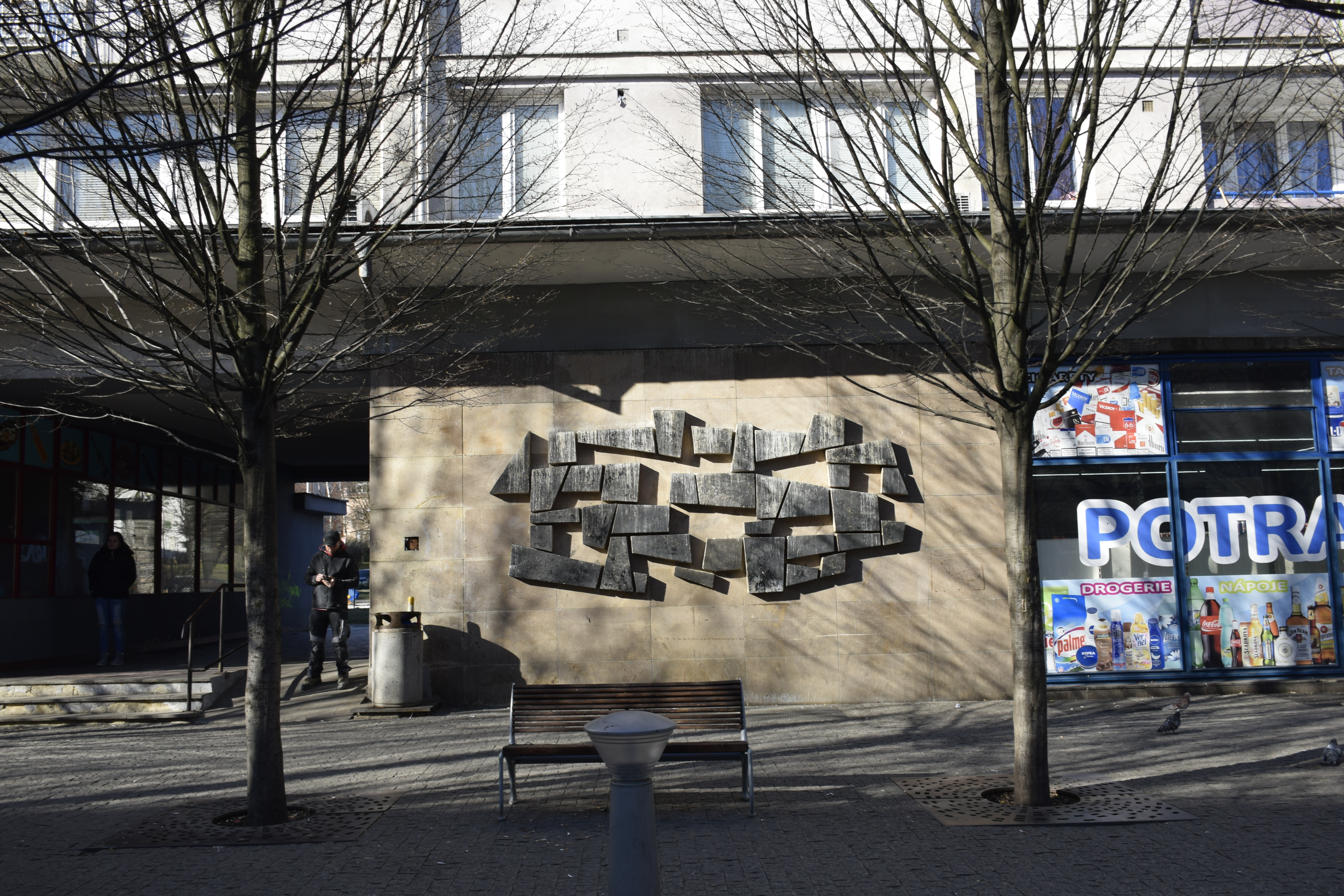
Reliéf Richarda Ťápala
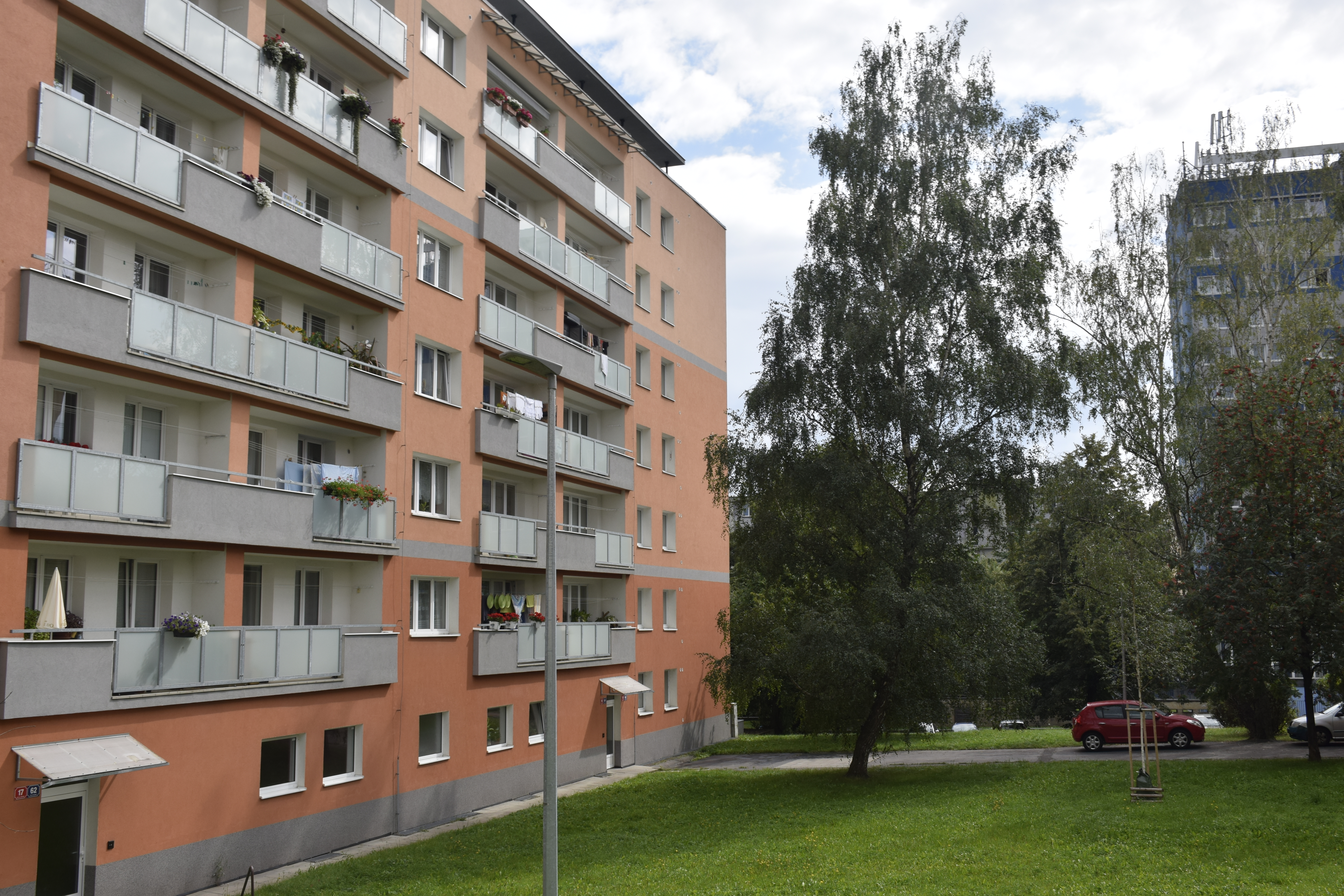
ABC domy
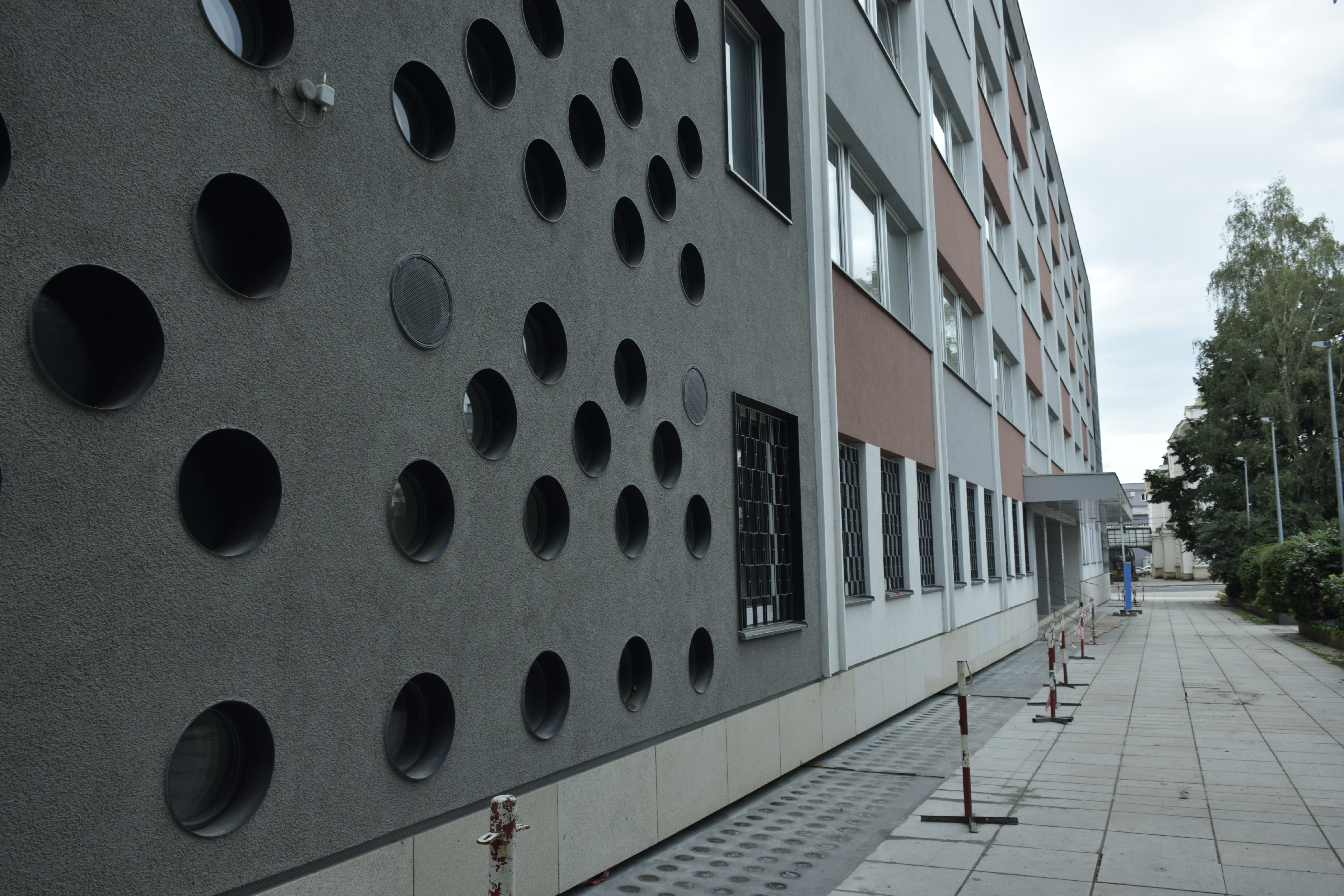
Krajské ředitelství policie